# Titularerzbistum Edessa in Osrhoëne dei Siri
Edessa in Osrhoëne dei Siri (ital.: Edessa di Osroene dei Siri) ist ein Titularerzbistum, das vom Papst an Titularerzbischöfe aus der mit Rom unierten Syrisch-katholischen Kirche vergeben wird.
Es geht zurück auf einen früheren Bischofssitz in der Stadt Edessa (heute Şanlıurfa), die sich in der römischen Provinz Mesopotamia bzw. in der Spätantike Osrhoene, in der heutigen Türkei befindet.
| Titularerzbischöfe von Edessa in Osrhoëne dei Siri |                                                                  |                                                                         |                  |                  |
| Nr.                                                | Name                                                             | Amt                                                                     | von              | bis              |
| 1                                                  | Dominicus Viator                                                 |                                                                         | 26. August 1715  |                  |
| 2                                                  | Ignacio Dionisio Efrem Rahmani (Ignacio Dionisio Efrem Rahamani) |                                                                         | 2. Oktober 1887  | 1. Mai 1894      |
| 3                                                  | Raboula Youssef Bakhache                                         | Weihbischof im Syrisch-katholischen Patriarchat von Antiochia (Libanon) | 15. Oktober 1944 | 12. Februar 1963 |
| 4                                                  | Grégoire Ephrem Jarjour                                          | Weihbischof im Syrisch-katholischen Patriarchat von Antiochia (Libanon) | 1. Dezember 1965 | 15. Oktober 1993 |